# Cantu a tenore
El cantu a tenore o cantu a tenores (en sard també es diu: su tenore, su cuncordu, su cuntrattu, su cussertu, s'agorropamentu, su cantu a proa; en italià, canto a tenore) és un estil tradicional de cant coral polifònic característic de l'illa de Sardenya (la segona illa més gran d'Itàlia). Representa l'expressió musical més antiga de la Sardenya i és la prova de l'existència a l'illa d'una pràctica polifònica que es remunta a temps remots.

El cantu a tenore es practica tradicionalment per grups de quatre cantants masculins (tot i que hi havia hagut la tradició, avui -a 2021- perduda, de cantants femenines també), disposats en un rogle serrat (és a dir, rotlle clos). Aquests quatre integrants formen un tenore o cor.

El 2005, el cantu a tenore va ser declarat Patrimoni Cultural Immaterial de la Humanitat per la UNESCO.

## Noms i etimologia

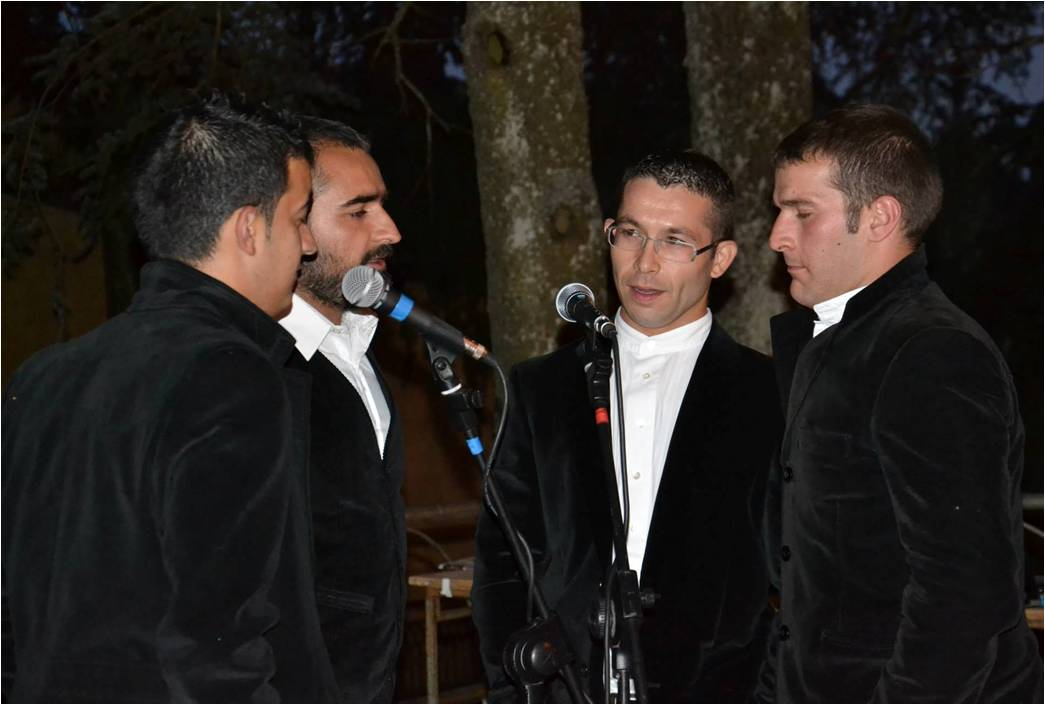
Tenore "Sa Niera" de Patada

L'expressió a tenore deriva del llatí ad tenorem, que significa contínuament i amb un to de veu sostingut. Això indica la característica repetitiva de l'acompanyament de su tenore.
El terme tenore no s'ha de confondre amb la paraula «tenor», com a descripció d'un registre vocal (tenor, soprano, contralt, etc.); tenore es refereix a l'estil de cant tradicional i al cor mateix, i es distingeix d'altres estils similars de l'illa amb diferents noms a diverses regions, com ara taja a la Gal·lura i concordu al Logudor (Sassu 1978).
D'acord amb la Viquipèdia en anglès, a la regió historicocultural de sa Barbàgia o Barbaza (la part central muntanyosa), hi ha dos diferents estils de cant polifònic: el cuncordu, normalment una forma de música sacra, cantada en veus no difòniques, i el tenore, normalment una forma de música profana, marcada per l'ús del cant difònic.

### Precisions

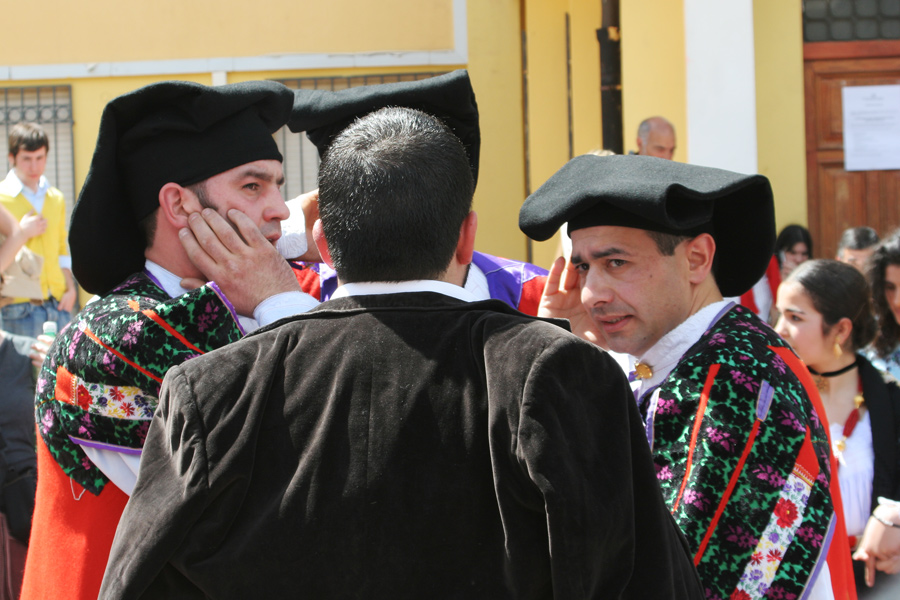
Su tenore de Ulìana

De fet, tenore és un nom col·lectiu de persones (com ara un equip, una colla, un cor, una coral, etc.), i per això es pot aguantar tot sol, i no fa falta afegir-hi paraules com ara grup o cor al davant. En principi, seria innecessari o incorrecte dir, per exemple, «grup a tenore» quan el tenore ja és un grup, o «cor a tenore», quan el tenore ja és una forma (i formació) de cant coral, tot i que a vegades es posa perquè quedi clar de cara a gent no acostumada al terme tenore.

Per tant, és típic anomenar les formacions simplement (el) «Tenore de [+ topònim + nom propi]», com ara su Tenore de Vitzi "Mialinu Pira" o su Tenore de Bitti (o Vitsi) "Remunnu 'e Locu".

Es pot pensar que els tenors o tenore són els quatre membres del cor, però no és així. Aquests s'anomenen, de fet, boghes i formen su tenore («el tenor» o «el cor»), en singular.
El terme sos tenores (en plural), en canvi, indica la pluralitat de grups que realitzen aquest tipus de cant.
En altres casos, su tenore indica el conjunt de su bassu, sa contra i sa mesu boche, que actuen com a acompanyament de sa boche.

### Geosinònims i etimologies
El noms principal és cantu a tenore, on, com dèiem més amunt, l'expressió a tenore deriva del llatí ad tenorem, que significa contínuament i amb un to de veu sostingut. Això indica la característica repetitiva de l'acompanyament de su tenore.
Altres noms, segons la ubicació, i algunes etimologies, són:
- cussertu (del llatí cum sero, és a dir, amb entrellaçats o amb traça), a Mamoiada [o Mamujada en sard] i a sa Baronia alta;
- cuncordu (del llatí cum cordum, literalment amb cor, és a dir, amb sentiment, amb harmonia), a Cúller (Cùllieri en sard), Santu Lussurgiu (Santu Lussurzu), Fonne, sa Barbàgia de Ollolai, Bolòtana i Orane;
- cuntratu o cuntrattu (del llatí cum tractum, que significa amb transport i amb melodia, del qual deriven trattu, traju, traviu), també a Fonne i a Sèneghe;
- cuntzertu o cuncertu (també del llatí cum sero, és a dir, amb entrellaçats o amb traça), a su Guilcier i a su Barigadu.

## Components i tècnica
Tradicionalment, els cantants son quatre: su bassu, sa contra, sa mesu boghe, i sa boghe. Es disposen en rogle clos, representant així la forma arquitectònica més important de la civilització de Sardenya - el nurag.
Cada cantant té un paper diferenciat, indicats aquí en ordre ascendent de to de veu:
- su bassu, el baix;
- sa contra, la «contra veu»;
- sa mesu boghe o mesu oche, la «mitja veu»
- sa boghe o sa oche - «la veu», és a dir, el solista

Dues de les veus, el bassu o baix i la contra, son guturals i son els que donen al cantu a tenore la seva idiosincràsia i peculiaritat. Usen una tècnica que afecta la laringe.
Su bassu, amb un so intens i profund, segueix les tonalitats del solista. Sa contra està a un cinquè interval per sobre del bassu i té un so més lineal, metàl·lic i més vibrant. La «contra veu» i el baix repeteixen el so onomatopeic de «bim bam boo» (o similar) i mai canvien la nota abans de la veu del solista, o boghe.
La mesu boghe o mitja veu, que enriqueix la cançó amb els virtuosismes de la boghe (el solista), mutant "virades", s'uneix a les dues veus guturals per crear un acompanyament harmònic per a la veu solista o boghe, que és qui guia el cor, entonant i cadenciant el seu bell cant, tot d'una manera sil·làbica.
És difícil establir les arrels del cantu a tenore, que, segons alguns antropòlegs, podria tenir més de 4.000 anys d'existència.
El cantu a tenore sovint canta temes relacionats amb la vida pastoral, la solitud del pastor als prats, amb el bestiar, i amb la mateixa naturalesa. Es creu que son els animals i la natura que han inspirat els cants. Podria ser que la contra (contra veu) neixi de la imitació del belar de les ovelles, el bassu o baix del mugir de les vaques, i la mesu boghe (mitja veu) del so del vent o de les esquelles dels ramats.

## Tradició (matriarcat, temps nuràgics, etc)
| Ballu Seriu comença amb veus individuals (oche, bassu, contra, mesu oche)  |
|                                                                            |
| Tenore de Vitsi «Mialinu Pira», gravació en concert a Mòdena el juny 2011. |
|                                                                            |

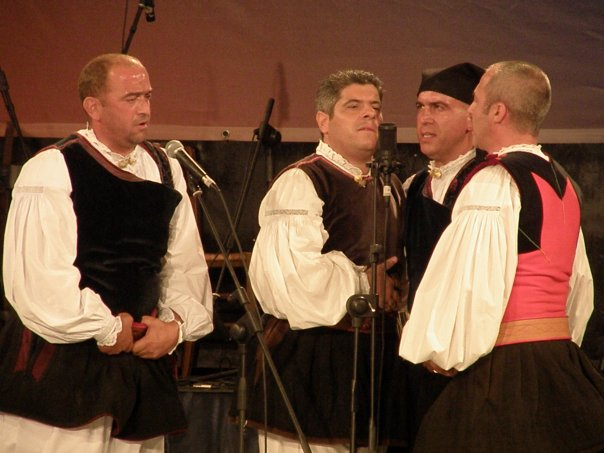
Tenore de Vitzi «Mialinu Pira»

Tot i que avui, su cuncordu i su cantu a tenore només son interpretats per homes, la memòria roman d'un temps quan també hi havia grups de dones, seguint la tradició matriarcal de Sardenya. Alguns antropòlegs postulen que el cantu a tenore existia també als temps nuràgics.
Alguns dels grups més coneguts del cantu a tenore son su Tenore de Vitsi / Bitti «Remunnu 'e Locu», Tenore de Vitzi «Mialinu Pira», Tenore Monte Bannitu de Vitsi, Tenore Su Remediu de Orosei, su Tenore de Onieri, Tenore de Neunele / Tenores di Neoneli, Tenore Supramonte de Orgòsolo, etc.